# درگیری‌های خرداد ۱۳۵۸ خرمشهر
درگیری‌های خرداد ۵۸ خرمشهر، که برخی آن را چهارشنبه سیاه خرمشهر نیز گفته‌اند، به مجموعه درگیری‌های خونین روز چهارشنبه ۹ خرداد ۱۳۵۸ اشاره دارد که میان نیروهای سپاه پاسداران، کماندوهای نیروی دریایی و کانون فرهنگی - نظامی خرمشهر (به فرماندهی محمد جهان‌آرا) از یک سو و نیروهای مورد تایید و حمایت حزب بعث عراق به رهبری صدام حسین، چون سازمان سیاسی خلق عرب مسلمان ایران، جبهه التحریر (جبهه آزادی‌بخش اهواز) و گروه مجاهدین عرب مسلمان (به فرماندهی شاکر شکوری) از سوی دیگر درگرفت. روزنامه کیهان مجموع تلفات انسانی درگیری‌های آن روز خوزستان را تا عصر روز جمعه، ۴۹ کشته و ۱۶۹ مجروح و جبروتی فرمانده سپاه پاسداران خرمشهر آمار تلفات حوادث چهارشنبه سیاه را ۷۰ کشته و ۴۰۰ زخمی اعلام کرد. همچنین درگیری‌های خرمشهر بازتاب گسترده‌ای در رسانه‌های غربی  ازجمله در رادیو آمریکا، رادیو کلن و رادیو بی‌بی‌سی داشت. منابع دیگر تعداد کشته‌شدگان این درگیری را ۳۳ نفر اعلام کردند.
در ۱۳۵۸ خورشیدی، سازمان سیاسی خلق عرب (از گروه‌های فعال در انقلاب سال ۵۷)، به ستاد کانون حمله ی مسلحانه کرد و هجده تن از اعضای کانون،  ازجمله جهان‌آرا، گروگان گرفته شدند که با وساطت مقامات محلی آزاد شدند اما گروه قومیت‌گرا با تسلط یافتن بر خرمشهر، شهر را به آشوب کشاند و جنگ مسلحانه را آغاز کرد که تا دو ماه ادامه یافت.
تنها پس از چند هفته پس از پیروزی انقلاب، فعال‌های قوم‌گرای عرب، که در خرمشهر و زیر نظر جبهه التحریر هوادار بعثی‌ها و متحدان دست چپی آن کار می‌کردند، سه درخواست مطرح کردند:
1. خودمختاری فرهنگی خوزستان و پذیرش زبان عربی به عنوان زبان رسمی این استان
2. اولویت مصرف درآمد نفتی ایران با مناطق عرب‌نشین خورستان و خرمشهر باشد.
3. گزینش افراد عرب‌زبان به مناصب اداری استان

ماه‌ها مذاکره با نمایندگان دولت موقت و خمینی و اطرافیان او به بن‌بست رسید. در نهایت به تاریخ ۲۹ خرداد ۱۳۵۸، به رویارویی نظامی در خرمشهر منجر شد. فرمانده نیروی دریایی ایران یعنی دریادار احمد مدنی، چهره محبوب جبهه ملی بود که این شورش جدایی‌طلبانه را سرکوب کرد. دست کم ۵۵ نفر کشته و بسیاری دیگر زخمی شدند. حادثه‌ای که سرآغاز آن شورش‌های قومیتی چندی در استان‌های دیگر بود، قصد جمهوری اسلامی در برپایی یک دولت مرکزی متمرکز را آشکار کرد.

## تشکیل گروه‌ها و سازمان‌ها با دیدگاه‌های مختلف

گزارش چهارشنبه سیاه خرمشهر به روایت روزنامه اطلاعات

محمدطاهر آل شبیر خاقانی.

حدود دو هفته پس از پیروزی انقلاب اسلامی‌ در ایران،  محمد طاهر آل شبیر خاقانی با توجه به اینکه یکی از روحانیون با سابقه و از مراجع تقلید خرمشهر بود توانست با نظارت بر کمیته انقلاب که ترکیبی از عرب‌ها و غیر عرب‌های منطقه بود، تا حدود فراوانی زمام امور منطقه را در دست گیرد. یکی از مهم‌ترین فرمان‌هایی که شیخ شبیر در جهت حفظ تمامیت ارضی کشور صادر کرد، بستن همه مناطق مرزی خرمشهر اعم از زمینی و دریایی تا اطلاع ثانوی بود و کنترل مرزها را به عشایر عرب ساکن نوار مرزی خرمشهر واگذار کرد. از سوی دیگر، چند روز پس از تشکیل کمیته، عده‌ای از شیوخ منطقه با اشغال ساختمان کنسولگری آمریکا در خرمشهر، کمیته مستقلی بنام کمیته عرب‌ها یا ستاد رزمندگان خلق عرب را تشکیل دادند که پس از مدتی بنام سازمان سیاسی خلق عرب خوزستان موسوم شد و گفته می‌شود تمام کسانی که آنجا رفت‌وآمد می‌کردند، باید لباس محلی می‌پوشیدند. کمیته اول شهر به علت اختلاف‌های درون آن منحل شد (در کمیته اول تمام سران عشایر در شورای مرکزی کمیته عضو بودند) و کمیته دوم هم به این علت که تنها دو نفر از سران عشایر در آن عضو بودند مورد مخالفت شیخ شبیر قرار گرفت و اعلام نمود که ۵۰٪ از اعضای کمیته باید عرب و ۵۰٪ عجم باشند که سرانجام شورای جدید شهر و کمیته دوم انقلاب در مورخه ۴ فروردین ۱۳۵۸ اعلام انحلال نمود.
در کنار این تحولات نیروهای انقلابی همراه با محمد جهان‌آرا، «کانون فرهنگی نظامی جوانان مسلمان خرمشهر» را تشکیل دادند و سعی نمودند در اموری چون انتظامات شهری و مرزی و دستگیری عوامل رژیم سابق و دیگر مسائل مختلف سیاسی و اجتماعی استان به فعالیت بپردازند.
در کنار سازمان سیاسی خلق عرب، گروهی با عنوان «روشنفکران انقلابی عرب» با در دست گرفتن ساختمان سازمان زنان در خرمشهر «کانون فرهنگی خلق عرب مسلمان ایران» را تشکیل دادند. این کانون گروه روشنفکر را هدف تبلیغات خود داشت. این کانون طی اعلامیه‌هایی مبارزه علیه «ارتجاع عرب و فارس»، احیای فرهنگ عرب، رشد سیاسی مردم و ایجاد محل تجمع برای اقوام عرب که گرفتاری‌های خود را مطرح کنند، را جزء اهداف خود بیان کردند.در ۱۸ اسفند ۱۳۵۷ سید علی خامنه‌ای به همراه فرمانده لشکر خوزستان به منظور رسیدگی به مسئله تشکیل خلق عرب ایران در خرمشهر با شیخ شبیر خاقانی ملاقات کردند و چندی بعد نیز مهندس بازرگان و هیئت همراه وی در ۲۹ اسفند به دیدار شیخ شبیر خاقانی در خرمشهر رفته و با وی مذاکره کردند.
سازمان سیاسی خلق عرب و کانون فرهنگی خلق عرب از زمان پیروزی انقلاب بارها با راه‌اندازی تجمع از انقلاب اسلامی و دولت موقت حمایت کرده بودند. کانون فرهنگی خلق عرب، سه شعار اساسی را محور حرکت خود قرار داده بود:
1. دروس مدارس خوزستان باید به زبان عربی باشند.
2. در آمد حاصل از نفت ایران، باید ابتدا در خوزستان مصرف و سپس به سایر مناطق کشور ارسال شود.
3. مسؤلان استان خوزستان باید همگی عرب زبان باشند.

## تهدید محمد طاهر آل شبیر خاقانی

جمعه سیاه خرمشهر، به روایت روزنامه اطلاعات، صفحه دوم و بخش پایانی

دریادار مدنی استاندار وقت خوزستان در دیدار با شِیخ شبیر خاقانی و جمعی از مقامات محلی آبادان و خرمشهر گفت: «هر کس نغمه تجزیه طلبی در این استان ساز کند به شدت او را سرکوب می‌کنیم.» وی افزود «برای حفظ امنیت و انتظامات شهر با توجه به محدودیت پرسنل شهربانی، قرار است عده‌ای از جوانان پاسدار به استخدام دولت در آیند و انتظامات شهر را با ضوابط نظامی به‌عهده بگیرند.» وی با اشاره به مشکلات منطقه گفت:«در گذشته سیاست استعماری مبتنی بر تحقیر خلق‌ها بود و تنها خلق عرب نبود که زیربار ستم بود» در پی اظهارات دریادار مدنی و دخالت‌های کمیته‌های انقلاب، شیخ شبیر خاقانی در دوم اردیبهشت ۱۳۵۸ با انتشار اعلامیه‌ای تهدید کرد که به عنوان اعتراض کشور را ترک خواهد کرد. در پی این واقعه روح‌الله خمینی از محمود طالقانی و احمد خمینی خواست با شبیر خاقانی مذاکره کرده و از وی بخواهند در این وضعیت بحرانی کشور را ترک نکند. احمد خمینی در تماس تلفنی با شیخ شبیر خاقانی مراتب تأسف امام خمینی را از شنیدن خبر تصمیم شیخ شبیر خاقانی در مورد ترک ایران ابلاغ کرده و از او خواست که «در این اوضاع بحرانی کشور را ترک نکند زیرا در این صورت احتمال وقوع رویدادهای ناخوشایندی در خوزستان می‌رود» در پی تصمیم شیخ شبیر خاقانی مبنی بر ترک ایران عناصر سازمان سیاسی خلق عرب در حمایت از محمد طاهر آل شبیر خاقانی و درخواست از دولت که برای جلوگیری از خروج ایشان تظاهراتی برپا کردند. شیخ شبیر خاقانی پس از دریافت پیامهای سید محمدکاظم شریعتمداری و محمود طالقانی و ملاقات با نماینده روح‌الله خمینی از تصمیم خود منصرف شد

## حضور هیئت اعزامی خلق عرب در تهران
مهندس بازرگان در تلاش برای قانونی نمودن مطالبات گروه خلق عرب طی نامه‌ای از محمد طاهر آل شبیر خاقانی خواست تا هیئتی از منتخبان عرب خوزستان را جهت ارائه خواسته‌های خود و مذاکره با دولت موقت و لحاظ کردن این خواسته‌ها در قانون اساسی به تهران اعزام کند.
در مورخه سوم اردیبهشت ۱۳۵۸و به دنبال دعوت رسمی نخست‌وزیر دولت موقت، «هیئت اعزامی خلق عرب مسلمان ایران» متشکل از سی نفر از روشنفکران عرب وارد تهران شدند تا ضمن مذاکره بامهندس بازرگان خواسته‌های خود را مطرح کنند. هیئت اعزامی ضمن مذاکره با دولت موقت با محمود طالقانی نیز دیدار و گفتگو کرد. در اوائل اردیبهشت ۱۳۵۸ «هیئت نمایندگان خلق عرب مسلمان ایران اعزامی به تهران» طی نامه‌ای خواسته‌های خود را در چندین بند اعلام نمود که شامل درخواستهای زیر بود:
1. اعتراف به ملیت خلق عرب ایران و درج آن در قانون اساسی جمهوری اسلامی ایران.
2. تشکیل مجلس محلی در منطقه خودمختار که مسئولیت قانون‌گذاری محلی و نظارت بر اجرای قوانین را دارا باشد و مشارکت خلق عرب ایران در مجلس مؤسسان و مجلس شواری ملی و مشارکت در هیئت وزیران به نسبت جمعیت آن.
3. تشکیل دادگاه‌های استان خورستان به زبان عربی.
4. ارتقای جایگاه زبان عربی در استان به زبان رسمی.
5. خودمختاری سازی استان خوزستان.
6. آموزش به زبان عربی در مدارس ابتدایی و نیز آموزش فارسی همراه با عربی در مراحل دیگر آموزشی.
7. تأسیس دانشگاه به زبان عربی و نیز توجه لازم برای استفاده از بورس‌های خارج از کشور جهت اعزام جوانان خلق عرب ایران.
8. انتشار و چاپ کتاب و روزنامه به زبان عربی و ایجاد برنامه‌های رادیویی و تلویزیونی به زبان عربی، مستقل از برنامه شبکه سراسری.
9. اولویت استخدام در بخش دولتی و خصوصی با خلق عرب ایران و در مرحله بعد با دیگر اقلیت‌های ملی متولد و ساکن در منطقه خودمختار.
10. تخصیص مقادیر کافی از درآمد نفت برای آبادانی منطقه.
11. نامگذاری شهرها و روستاها بناهای تاریخی استان خوزستان که حکومت پهلوی آن‌ها را تغییر داده است.
12. شرکت فرزندان خلق عرب در ارتش و نیروهای انتظامی محلی در چهارچوب منطقه خودمختار.
13. تجدیدنظر در تقسیم اراضی، با رعایت اصل زمین از آن کسی است که آن را می‌کارد.[۲۴][۲۵]

سفر هیئت اعزامی خلق عرب به تهران و برگزاری کنفرانس مطبوعاتی دربارهٔ اهداف و خواسته‌های خلق عرب بازتاب گسترده‌ای در رسانه‌های خارجی  ازجمله یونایتدپرس و رادیو لندن داشت.

## تقابل دو گروه

گزارش روزنامه اطلاعات، مورخ ۲۷ اردیبهشت ۱۳۵۸ از درگیری دو طرف و آتش‌بس فی‌مابین

در شانزدهم فروردین ۵۸، به‌دنبال تظاهراتی که به دعوت سازمان سیاسی خلق عرب ایران در پشتیبانی از ملت فلسطین و محکوم کردن موافقت‌نامه بگین - سادات در خرمشهر برگزار شد به سمت تظاهر کنندگان تیراندازی گشت که این تیراندازی متقابلاً توسط افراد سازمان سیاسی خلق عرب پاسخ گفته شد. در اثر این درگیری سه نفر مجروح شدند، پس از این حادثه اعلامیه‌ای توسط کانون نظامی- فرهنگی در خرمشهر منتشر شد. درحالی‌که عده‌ای براین عقیده بودند که در آن به شیخ شبیر و فرزندش اهانت‌هایی شده است. این اعلامیه که به اسم بازاریان خرمشهر منتشر شده بود خشم اکثریت مردم را اعم از فارس و عرب که شیخ شبیر خاقانی را به عنوان یک روحانی و مجتهد مبارز می‌شناختند برانگیخت و باعث تظاهرات و تجمع در مسجد امام صادق شد. تظاهر کنندگان ضمن محکوم کردن منتشر کنندگان اعلامیه حمایت خود از شبیر خاقانی را اعلام نمودند. خاقانی طی سخنرانی در مسجد، استاندار خوزستان و ناخدا خوشنام فرمانده پایگاه دریایی خرمشهر را مورد انتقاد قرار داد و اعضای کانون فرهنگی نظامی را وابسته به بیگانگان خواند و آن‌ها را متهم به تحریک مردم کرد. جمعیت پس از اجتماع، با توصیه شیخ شبیر خاقانی مبنی بر حفظ اتحاد و یگانگی، پراکنده شدند. اعضای سازمان سیاسی خلق عرب با عبور از کنار ساختمان کانون نظامی -فرهنگی، به سویشان چند تیر شلیک می‌شود که این افراد متقابلاً به تیراندازی پاسخ و درگیری آغاز می‌شود. منابع دیگر که در سال‌های اخیر منتشر شده‌اند معتقدند اعضای سازمان خلق عرب با شعار فلیٙسقط الکانون (کانون باید نابود گردد)، با اعضای این گروه درگیر می‌شوند. در نتیجه ساختمان سازمان نظامی - فرهنگی که محل اقامت مستشار آمریکایی در خرمشهر بود و بعد از انقلاب ۵۷ توسط این گروه اشغال شده بود، طعمه حریق شد و ۱۶ نفر از اعضای مستقر در کانون که جهان آرا در میان آنان بود توسط اعضای سازمان سیاسی خلق عرب دستگیر می‌شوند. علاوه بر این سه نفر از کارمندان ساواک که در کانون فرهنگی نظامی زندانی بودند به دست افراد سازمان سیاسی خلق عرب افتادند. تعداد ۸ نفر از دوطرف نیز مجروح شدند. در پی این تحولات علوی فرماندار خرمشهر جلسه‌ای با حضور فرمانده پایگاه دریایی خرمشهر، رئیس شهربانی، فرمانده ژاندارمری و روحانیون تشکیل داد و از روحانیون خواست برای آزادی دستگیر شده‌ها اقدام کنند که پس از رای زنی با سازمان خلق عرب دستگیر شده‌ها در ساعت یک بعد از نیمه شب بعد از گذراندن چهار ساعت آزاد و مجروحان به بیمارستان انتقال داده شدند.

## خلع سلاح عمومی

گزارش روزنامه اطلاعات، مورخ ۱۷ خرداد ۱۳۵۸، در مورد توافق‌نامه بین دو طرف درگیر

به دنبال این تحولات دریادار مدنی اظهار داشت که تمام کانون‌ها و کمیته‌ها باید منحل شود و در این‌باره با شیخ شبیر خاقانی و دولت مذاکره خواهد شد. وی بعد از خاتمه جلسه به اقامتگاه شبیر خاقانی رفت و با او به توافق رسید که به جز سازمان سیاسی خلق مسلمان عرب تمام کانون‌های موجود منحل شود و مقامات دولتی با مشارکت این سازمان امور انتظامی را تحت نظر بگیرند. ولی درست در زمانی که این مذاکرات جریان داشت، عده‌ای به شهربانی حمله و آنجا را خلع سلاح کردند.
مدنی در یک مصاحبه اختصاصی با روزنامه اطلاعات در روز ۲۶ اردیبهشت اعلام کرد از جمعه ۲۸ اردیبهشت خلع‌سلاح در خوزستان آغاز خواهد شد و به مدت یک هفته پایان می‌پذیرد. همچنین شورای تأمین خرمشهر در یک روز سه اعلامیه مبنی بر تخلیه اماکن دولتی و انحلال کلیه کمیته‌ها و گروه‌ها داد. در این اعلامیه‌ها همچنین به خلع سلاح عمومی از جمعه مورخه ۲۸ اردیبهشت تأکید شده بود.

### ورود تکاورهای نیروی دریایی به خرمشهر
پس از آن فرماندار خرمشهر اعلام کرد تعدادی از واحدهای پاسداران انقلاب وارد شهر خرمشهر شده‌اند و به زودی تعدادی دیگر نیز وارد خواهند شد. علاوه براین اعلام شد که نیروهای ارتش نیز برای حفظ نظم و مقابله با هر نوع عمل ضدانقلابی به خرمشهر آمده‌اند
همچنین دریادار مدنی در مصاحبه با روزنامه آیندگان گفت:
هر نیرویی را که ضدانقلابی بود درهم می‌شکنیم و هیچ حوصله تلاش‌های ضدانقلابی را نخواهیم داشت… خلع سلاح را ما در خوزستان به این صورت عمل می‌کنیم که سلاح را از دست آدم‌های غیرمسئول در بیاوریم و آن را فقط در اختیار کسانی که پاسداران انقلاب اسلامی هستند و مؤمن به انقلاب اسلامی می‌گذاریم.

همچنین افزود: 
 لذا به منظور برقراری آرامش در خرمشهر حدود یک صد نفر از افراد نیروی دریایی به این شهر اعزام شده‌اند
همزمان با مباحثی که بین مقامات دولتی و گروه‌های مخالف در مورد اجرای مفاد بیانیه‌های سه‌گانه فرمانداری خرمشهر جریان داشت، کانون فرهنگی خلق عرب در اعلامیه‌ای خواهان اعطای خود مختاری به عربستان-خوزستان، محکومیت اتهام تجزیه طلبی، اجرای برنامه‌های عربی در صدا و سیما و انتصاب استاندار بومی شد

## نقض توافق خلع سلاح و آغاز درگیری

دولت، نمایندگان عرب را به تهران فراخواند.

در سحرگاه ۷ خرداد سه نفر مسلح، از سازمان سیاسی خلق عرب، که برای خوردن صبحانه به بازار رفته بودند، به وسیله کماندوهای نیروی دریایی خلع‌سلاح شدند و اسلحه‌های آنان ضبط و یک نفرشان نیز دستگیر شد. پس از آزاد نمودن آنها، افراد مذکور که بازگشت بدون اسلحه را به سازمان، نوعی سرشکستگی تلقی می‌کنند، به اداره بندر رفته و با حمله به گمرک، یک نفر از اعضای سپاه پاسداران و یک نفر نگهبان مأمور گارد گمرک را به قتل رسانده و سه تن دیگر را زخمی می‌کنند، دو نفر از ایشان هم زخمی می‌شود که پس از انتقال به بیمارستان توسط افراد نیروی دریایی دستگیر می‌شوند.
بلافاصله پس از این واقعه، دریادار مدنی به خرمشهر آمد و جلسه‌ای چند جانبه با فرماندار، شهردار، برخی روحانیان و برادر آل شبیر خاقانی انجام گردید. نمایندگان آل شبیر، مصر بودند که سران قبایل گفته‌اند، ۲۴ ساعت دیگر مهلت لازم است تا قضایا به‌طور مسالمت‌آمیز حل و فصل شود؛ بنابراین توافق شد که ضرب الاجل خلع سلاح تا روز ۱۰ خرداد تمدید شود.
در همین روز شیخ شبیر خاقانی که برای دیدار با امام از چند روز قبل در قم بودند، وارد خرمشهر شدند. وی که در این سفر با امام خمینی، نخست‌وزیر و محمود طالقانی ملاقات کرده بود اعلام داشت مرکز قول داده است در قبال خلع سلاح به خواسته‌های آن‌ها ترتیب اثر بدهد

از این زمان، سازمان سیاسی و کانون فرهنگی خلق عرب شروع به سنگربندی اطراف ساختمانها نمودند و تعداد زیادی عناصر مسلح از سایر نقاط به شهر وارد شدند. در بامداد ۹ خرداد ۱۳۵۸ و حدود دو ساعت پس از توافق مدنی و نمایندگان شیخ شبیر خاقانی، چهار فرد مسلح با اتومبیل به محل تحصن مخالفان سازمان سیاسی خلق عرب آمده و اقدام به تیراندازی نمودند. این گروه همچنین با شلیک تیر به سوی شهربانی فضای شهر را ملتهب کردند. نظر جهان آرا، مخالف این نظر است و گفته: 
یک ماشین سفیدرنگ به سمت مسجد جامع آمد و پس از شلیک تیر و پرتاب کوکتل مولوتوف متواری شد؛ و به‌دنبال آن، عناصر سازمان سیاسی به شهر آمده و شروع به سنگربندی کردند. آنها پمپ بنزین خیابان فردوسی را به آتش کشیدند. خیابان مولوی را بستند، طرف مرز شلمچه، دو یا سه انبار مخابرات را به آتش کشیدند؛ و تعدادی خانه و مغازه را غارت کردند.
به دنبال این تحولات دریادار مدنی در شهر حالت فوق‌العاده اعلام کرد. توافق تمدید ضرب الاجل ۲۴ ساعته برای خلع سلاح عمومی نقض و بلافاصله پاسداران انقلاب اسلامی و تکاوران ارتش وارد عمل شده و مرکز سازمان سیاسی خلق عرب و کانون فرهنگی خلق عرب را محاصره و بعد از پاره‌ای درگیری‌، آنجا را تصرف کردند. در این درگیری ۳ نفر از سازمان سیاسی خلق عرب کشته و ۱۰ نفر مجروح و ۳۷ نفر نیز دستگیر می‌شوند. به درخواست دریادار مدنی از وزیر کشور علاوه بر اعزام پاسدار از نیروی هوایی دزفول، خواسته شد که با رشته پروازهایی به نمایش قدرت بپردازد. روزهای چهارشنبه و پنج شنبه صدای گلوله در همه جای شهر شنیده می‌شد. در اواسط روز جمعه صدای گلوله و درگیری کمتر شد.

ساعت ۸ صبح، ساختمان‌های پست و تلگراف و چندین مغازه به آتش کشیده شد. همچنین ساختمان دخانیات طعمه حریق شد. به‌علت آتش‌سوزی، برق و تلفن قسمت‌هایی از شهر قطع شد و نیروهای دولتی در آبادان به‌حالت آماده‌باش درآمدند. در همین روز، روزنامه اطلاعات نوشت: «سازمان سیاسی خلق عرب اقدام به سنگربندی در خیابان‌ها کرده است و صدای رگبار لحظه‌ای در شهر قطع نمی‌شود. از عشایر خوزستان و سایر نیروهای خلق عرب برای کمک دعوت شده و آنها وارد شهر شده‌اند. ساعت ۹ صبح، حمله به کلانتری یک خرمشهر توسط افراد آن دفع گردید. در سه‌راه شلمچه واقع در جاده مرزی، نیروهای سازمان خلق عرب قسمتی از تأسیساتی را که قابل استفاده نبود، به آتش کشیدند». علاوه بر این، در ساعت ده و سی دقیقه صبح، افراد خلق عرب از طریق رودخانه‌ی کارون و اروندرود به پایگاه دریایی خرمشهر حمله کردند. جایگاه پمپ بنزین و نمایندگی جنرال موتورز و یک سوپرمارکت به آتش کشیده شد. هنگام ظهر، سه کشتی هزارتنی تجاری را آتش زدند. روزنامه بامداد مورخه
۱۰/۳/ ۱۳۵۸ دربارهٔ حمله به پایگاه دریایی خرمشهر نوشت: «پیش از ظهر، خلق عرب از طریق رودخانه کارون و اروندرود با موتور لنج و دوبه (بارج) که در آنها سنگر گرفته بودند، به پایگاه نیروی دریایی خرمشهر حمله کردند؛ و پایگاه به دفاع پرداخت. این حمله و دفاع به مدت سه ساعت ادامه داشت که در نتیجه با عقب‌نشینی نیروهای خلق عرب مرتفع شد».
در این شرایط، عده‌ای از نیروهای مسلح خلق عرب خارج از شهر، به طرف این شهر حرکت کردند؛ یا در شهرهایی همچون اهواز و آبادان به تحرکاتی دست زدند. در اهواز، مسئله بدون حادثه خاتمه یافت؛ اما در آبادان، تعدادی از اتومبیل‌هایی که در گوشه و کنار پارک شده بودند، آسیب دیدند؛ و ساختمان شرکت نفت نیز که در ایستگاه ۱۰ و در کنار بهمن‌شیر قرار گرفته بود، مورد تهاجم مسلحانه واقع شد و خساراتی به آن وارد آمد. در همین روز، شیخ شبیر طی یک مصاحبه مطبوعاتی تهدیدآمیز گفت: «ما خواهان تفاهم با دولت هستیم و اگر دولت تفاهم نشان ندهد، عواقب وخیم این وضع قابل پیش‌بینی نیست. من خواهان تغییر احمد مدنی (استاندار خوزستان) هستم، زیرا حضور او در این شهر اوضاع منطقه را پرآشوب‌تر می‌کند». در این میان، رادیو صوت‌الجماهیر عراق و رادیو عربی کویت با نقل اخبار به گونه‌ای تحریک‌آمیز، ادامه درگیری‌ها تا تحقق خودمختاری عربستان را نوید دادند؛ و رادیو کویت در بخش اخبار عربی خود گزارش داد: «اعراب ایران اعلام کردند که سلاح‌های خود را تحویل نخواهند داد، مگر پس از این‌که دولت خواسته‌های آنها در مورد خودمختاری را تأمین کند». از سوی دیگر، رادیو بغداد به زبان عربی به‌طور مرتب برای مردم عرب خوزستان، پیام می‌فرستاد. نیروهای عراقی نیز در مقابل پاسگاه‌های مرزی به تجمع نیرو و اقدامات تحریک‌آمیز دست زدند و بالگردهای آن‌ها در خسروآباد به پرواز درآمدند.
علاوه بر این، سیل سلاح از آن سوی مرز ایران و عراق به‌داخل خوزستان سرازیر شد. تا دو سه روز اول شروع درگیری خرمشهر، عراق اسلحه زیادی در منطقه توزیع کرد و شاید حدود بیست تا سی هزار قبضه اسلحه در نوار مرزی خرمشهر تخلیه نمود؛ یعنی کامیون، کامیون اسلحه می‌آوردند و کنار نهر خین خالی می‌کردند؛ و هرکس می‌خواست می‌آمد از نهر عبور می‌کرد و اسلحه می‌گرفت، به‌صورتی مانند صف آرد و برنج، صف می‌کشیدند تا اسلحه دریافت کنند».
دریادار مدنی (استاندار خوزستان) نیز در همین رابطه گفته است: «از جانب عراق توطئه‌هایی می‌شود، صد قبضه کلاشینکف از منطقه جمع‌آوری شده است. عراق مذبوحانه اسلحه قاچاق وارد ایران می‌کند و نمایش قدرت در مرزها را آغاز کرده است.» وی افزود: «در روزهای اخیر، ما سلاح‌هایی به‌دست آورده‌ایم که مارک عراق دارد».
روزنامه کیهان مجموعه تلفات انسانی درگیری‌های اخیر خوزستان را تا عصر آن روز، ۴۹ کشته و ۱۶۹ مجروح اعلام کرد همچنین درگیری‌های خرمشهر بازتاب گسترده‌ای در رسانه‌های خارجی  ازجمله در رادیو آمریکا، رادیو کلن و رادیو بی.بی. سی داشت.
سرلشکر غلامعلی رشید جانشین رئیس ستاد کل نیروهای مسلح جمهوری اسلامی ایران در گفتگو با ویژه‌نامه روزنامه ایران بر شرکت نیروهای مردمی (بسیج) و نیروهای کانون فرهنگی - نظامی می‌گوید:
من با تماسی که با محمد جهان آرا (عضو کانون فرهنگی نظامی) داشتم، در جریان جزئیات قرار گرفتم. ایشان از ما تقاضای کمک کرد. با دو فروند هلی کوپتر شنوک و ۱۲۰ رزمنده و مقدار زیادی سلاح از دزفول پرواز کردم و در پادگان دژ خرمشهر فرود آمدم. جهان آرا آمد و من سلاح خودم را هم به او تحویل دادم. اینها جلو آمده بودند و بچه‌های سپاه و کمیته و بسیج هم متقابلاً در جواب آنها پیشروی کردند و مراکز اینها را گرفتند. یکی دو روز طول کشید و همه مراکزی را که اینها بعد از انقلاب اشغال کرده بودند، پس گرفتیم. خودمان در مقر اصلی مرکزیت سازمان خلق عرب که در منطقه کوت شیخ و مشرف بر رودخانه کارون بود، مستقر شدیم.

## پس از درگیری
در روز ۱۲ خرداد تعداد زیادی از عناصر خلق عرب و کانون خلق عرب مسلمان پس از یک راهپیمایی، در مسجد امام جعفر صادق خرمشهر تحصن کردند و با صدور قطعنامه‌ای، خواستار برکناری مسببین اصلی حوادث شدند و همین‌طور، شناسایی و محاکمه سایر مسئولان و حمله‌کنندگان به منزل شبیر خاقانی، جمع‌آوری سلاح‌هایی که ادعا می‌شد در بامداد چهارشنبه قبل از درگیری بین افراد غیرمسئول لباس شخصی در مسجد جامع توزیع گردیده بود، روشن شدن اخبار سه روز اخیر که مغرضانه پخش شده بود، حمایت کامل از شبیر خاقانی به‌عنوان رهبر مذهبی خوزستان، نفی تجزیه‌طلبی و محکومیت تبعیض و رسیدگی به کشتار را طی ۴۸ ساعت آینده، از نخست‌وزیر خواستند. به‌دنبال آن، شیخ شبیر خاقانی نیز اعلام کرد: «روشی که دولت در خوزستان انتخاب کرده، خطرناک است و ادامه اعمال آن بدین شدت، عواقب وخیمی برای دولت و ملت خواهد داشت.» وی تأکید کرد: «من موارد ۱ تا ۱۲ قطعنامه۱۲ ماده‌ای متحصنین را تأیید می‌کنم. تیمسار مدنی باید منتقل شود؛ و در قطعنامه (مورد بند۱۲) برای این کار به دولت پنج روز وقت می‌دهم.». در روز ۱۳ خرداد پس از فروکش شدن درگیری در شهر کانون فرهنگی ـ نظامی طی اطلاعیه‌ای خلع سلاح خود را اعلام نمود. در این روز همچنین هیئتی مرکب از نمایندگان مطبوعات، جبهه دمکراتیک ملی ایران، جمعیت حقوق‌دانان، کانون وکلا و چند گروه سیاسی جهت بررسی اوضاع از تهران وارد خوزستان شدند. در همین روز، سازمان سیاسی خلق عرب با نام سازمان سیاسی خلق عرب محمره و به نمایندگی از خلق عرب، دبیرکل سازمان ملل را دعوت کرد. در روز ۱۵ خرداد به دنبال لغو حالت فوق‌العاده در شهر توافق‌نامه هشت ماده‌ای بین شیخ شبیر خاقانی و استاندار خوزستان امضا شد..
بندهای این توافق‌نامه عبارت بود:
1. انتخاب افراد در مشاغل و سازمان‌های دولتی بر مبنای ملاک‌های اسلامی و اعتقاد به ضوابط انقلاب اسلامی؛
2. تحقیق و شناسایی و دستگیری فوری مسببین و محرکین حوادث اخیر و محاکمه آنها، اعم از دولتی و غیردولتی؛
3. برقراری امنیت و حفظ انتظامات شهر و روستا زیر نظر شهربانی و ژاندارمری منطقه و انحلال تمام شوراها و کانون‌ها و سایر سازمان‌ها و ناحیه‌های انتظامی بومی؛
4. رسیدگی به خانواده‌های شهدا و مقتولان و مجروحان حادثه خرمشهر؛
5. توجه به عملیات عمرانی شهر و روستا در منطقه؛
6. تأیید تمام فعالیت‌های فرهنگی در چارچوب اهداف و ضوابط اسلامی؛
7. بررسی و تعقیب حمله به منزل شیخ شبیر و تحت پیگرد قرار دادن عاملان آن؛
8. آزادی دستگیرشدگان و رسیدگی به وضع آنها.

بست‌نشینان مسجد امام صادق اظهار داشتند تنها «زمانی دست از تحصن برمی‌داریم که ابتدا دولت اسرای عرب را آزاد نماید و پاسداران انقلاب از خرمشهر بیرون رانده شوند.» متحصنان برای اجرای خواسته‌های خود تا هجدهم همان ماه مهلت دادند؛ ولی در ۱۸ خرداد در پی سخنرانی حجت‌الاسلام گلسرخی نماینده محمدکاظم شریعتمداری به تحصن خود پایان دادند و به‌دنبال آن شبیر خاقانی و فرماندار خرمشهر، هر یک به صورت جداگانه اعلامیه‌هایی دادند و خواهان حفظ برادری و اتحاد شدند.

## نقش عراق
اصولاً موضوع خوزستان جزو یکی از بندهای اصلی چهارچوب حزب بعث است. مدنی، استاندار خوزستان، ۱۵/۲/ ۱۳۵۸ نامه‌های به وزیر کشور نوشت و در این باره اصلاح کرد: کنسول عراق در خرمشهر با بعضی از عناصر مشکوک محلی ارتباط دارد. وی افزود: این ثابت شده که کنسول عراق در خرمشهر یکی از فعالان دستگاه جاسوسی است و در خرابکاری دست دارد. اخیراً نام‌برده سفارش کرده‌است در نقاط مختلف خرمشهر، برای وی خانه اجاره کنند و اکنون خانه‌ها فراهم است. علاوه بر این گفته می‌شود که کارمندان حساس کنسولگری عراق از ۴ نفر به ۱۴ نفر که همه یا بیشتر آن‌ها افسر می‌باشند، افزایش یافته‌است. وی در مورد مدرسه عراقی‌ها می‌نویسد: مدرسه عراقی‌ها در خرمشهر نیز کانون جاسوسی است. مسئول مدرسه عراقی‌ها، ولید سامرایی مشاور فرهنگی کنسولگری عراق می‌باشد که قبلاً مسئول جبهه‌التحریر خوزستان در عراق بوده‌است و فعالیت‌های خود را از بصره اداره می‌کرد و از جاسوسان شناخته شده می‌باشد. صدام حسین که تازه به مقام ریاست جمهوری عراق دست یافته بود، در نامه‌ای به شورای انقلاب ادعا کرد، شرکت خرابکاران عراقی در خوزستان، به تلافی مداخله ایران در کردستان عراق بوده‌است.